# In silico

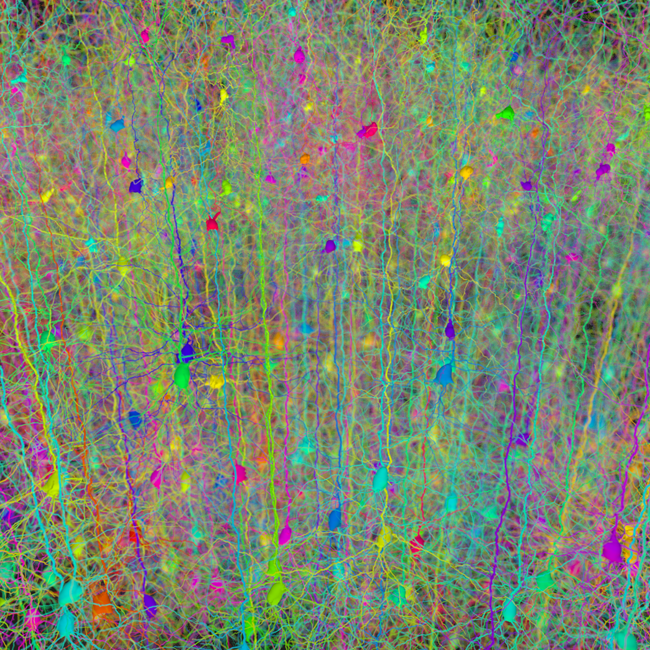
Simuliertes Dendritengeflecht entsprechend der neuronalen Verzweigungsregeln von Cajal

Mit in silico (angelehnt an lateinisch in silicio für in Silicium) bezeichnet man Vorgänge, die im Computer ablaufen. Der Begriff ist eine Anspielung auf die Tatsache, dass die meisten heutigen Computer-Chips auf der Basis des chemischen Elements Silicium hergestellt sind (siehe auch Wafer).

## Allgemeines
Der Begriff ist im Umfeld der Bioinformatik entstanden, die eine Computerunterstützung zur Aufklärung von biochemischen Prozessen in lebenden Organismen anbietet, insbesondere den Körperzellen der Organe des Menschen. Die klassische Aufklärung von Vorgängen in den Zellen erfolgt durch ein Experiment – dabei heißt in vivo die Beobachtung im vollständigen lebenstüchtigen Organismus während in vitro die Beobachtung von Teilprozessen in einem Laborumfeld (z. B. Reagenzglas oder Petrischale) bezeichnet. Durch computergestützte Simulation der zugehörigen biochemischen Prozesse können nun Experimente im Computer angestoßen werden, und die errechneten Resultate wie andere experimentelle Beobachtungen gehandhabt werden – man spricht dann von einem Experiment in silico.
In der Regel müssen experimentelle Ergebnisse jeweils einer gesteigerten Prüfung unterzogen werden. Zu einem auffälligen biochemischen Vorgang im Computer (in silico) muss ein Laborexperiment herangezogen werden, das den Vorgang ebenfalls zeigt, damit Ungenauigkeiten im Modell nicht zu falschen Annahmen für die weitere Forschung führen. Ebenso müssen die durchgeführten Laborexperimente (in vitro) überprüft werden, da ein natürlicher Organismus auf einen eingeleiteten biochemischen Vorgang reagiert, und es zu Wechselwirkung mit anderen aktiven biochemischen Vorgängen kommt, sodass die tatsächliche Wirkung bei Lebewesen (in vivo) anders aussehen kann, als bei den vereinfachten Umgebungsbedingungen des Labors beobachtet wurde.

## Begriffsgeschichte
Der Begriff in silico ist kein Latein; er entstand als Wortschöpfung im Südwesten der USA und Nordwesten Mexikos, wo er 1989/1990 mehrfach auf Konferenzen der Genomforschung genutzt wurde, um die Computerexperimente zu beschreiben, die parallel zu den in vitro und in vivo Experimenten stattfinden. Hierbei sieht man eine Anlehnung an das verwendete Silicium der Computerchips, welches in der englischen Sprache silicon heißt und im Südwesten der USA auch der Namensgeber für das Silicon Valley („Siliziumtal“) ist, dem Hauptstandort der Computerindustrie weltweit. So gibt es dort eine unmittelbare Assoziation von Silicon zu Computern, durch Angleichung des Lautendes (Reimbildung) mit in vivo und in vitro entstand so vermutlich in silico. Der Begriff etablierte sich zügig, das erste schriftliche Zeugnis findet sich 1990 bei Hans B. Sieburg in den Mitschriften des Sommerkolloqiums zu komplexen Systemen am Santa Fe Institute und 1991 in einem geprüften Artikel eines französischen Teams in einer internationalen Fachzeitschrift. Anfang der 1990er wurde zeitweise noch versucht, eine korrekte lateinische Entsprechung in silicio einzuführen, dieses konnte sich jedoch nicht durchsetzen. In den White Papers der Europäischen Gemeinschaft zur Genomforschung taucht der Fachbegriff nachfolgend regelmäßig auf.